# Duś (jezioro w Polsce)
Duś – jezioro na terenie powiatu piskiego o powierzchni 33,5 hektara i maksymalnej głębokości 6 metrów.
Z jeziora wypływa rzeka Dusianka będąca jednym z dopływów Krutyni. Na jego brzegu znajduje się Monaster Zbawiciela i Trójcy Świętej w Wojnowie.